# Hemidictyum marginatum
Hemidictyum marginatum là một loài thực vật có mạch trong họ Aspleniaceae. Loài này được (L.) C. Presl miêu tả khoa học đầu tiên năm 1836.